# B. Braun-Stiftung
Die B. Braun-Stiftung ist eine rechtsfähige Stiftung des bürgerlichen Rechts. Sie wurde 1966 gegründet und hat ihren Sitz in Melsungen. Die gemeinnützige Stiftung fördert Bildung und Erziehung, Wissenschaft und Forschung sowie das öffentliche Gesundheitswesen im Bereich der Humanmedizin.

## Geschichte
Die B. Braun-Stiftung wurde im Jahr 1966 von den Brüdern Otto Braun und  Bernd Braun gegründet. Sie teilten die Überzeugung, Krankenpflegepersonal und junge Ärzte  in ihrer fachlichen Weiterbildung fördern zu wollen. Finanziert wurde die Stiftung damals aus den Verkaufserlösen der seit 1962 bestehenden Fachzeitschrift Die Schwester, die sich als Die Schwester, Der Pfleger zur heute größten Pflegefachzeitschrift in Deutschland entwickelt hat. Das Gründungskapital betrug 10.000 DM.
Bereits 1966 finanzierte die Stiftung erste Stipendien. Paul Reusch konnte sich als erster Pflegestipendiat mithilfe der B. Braun-Stiftung an der Frankfurter Krankenpflege-Hochschule zum Lehrer für Pflegeberufe ausbilden lassen. Er wurde 1970 im Allgäu die erste männliche Oberschwester seiner Zeit.
Zu den ersten ärztlichen Stipendiaten gehörte der Nephrologe  Eduard Quellhorst aus Hann. Münden. Ihm wurde 1968 eine Studienreise in die USA finanziert. Im Jahr 1969 erhielt der Kinderchirurg  Klaus Devens aus München ein Stipendium für einen USA-Aufenthalt zur Erlernung neuer OP-Methoden bei Eingriffen an der kindlichen Brustwand.
Seit der Gründung ist das Vermögen der B. Braun-Stiftung durch Zustiftung der Melsunger Familie Braun und des Unternehmens B. Braun auf über 24 Millionen Euro angewachsen. Auch das Aufgabenspektrum der Stiftung hat sich stetig erweitert.  1979 wurde der Stiftungszweck um den Bereich der Forschungsförderung erweitert. Bis heute hat die B. Braun-Stiftung über 16.000 Förderungen mit einem Volumen von 20,68 Millionen Euro ausgelobt.

## Förderbereiche

### Wissenschaft und Forschung
Die B. Braun-Stiftung fördert junge  Wissenschaftler mit kleineren, erfolgversprechenden Forschungsvorhaben, im Besonderen auf dem Gebiet der Medizintechnik. Über die reguläre Förderung von Forschungsprojekten hinaus wird seit 2020 zusätzlich jährlich ein Schwerpunktthema ausgeschrieben. Seit der Gründung hat die B. Braun-Stiftung mehr als 400 Forschungsprojekte gefördert.
Zusätzlich bietet die B. Braun-Stiftung ein internationales Stipendium für  Ärzte der Chirurgie an, das Ungethüm-Aesculap-Stipendium. Das Stipendium fördert  Chirurgen, die sich mit medizintechnischen Themen in Wissenschaft und Praxis befassen wollen. Es geht zurück auf den Tuttlinger Unternehmer und ehemaligen Vorstandsvorsitzenden der Aesculap AG, Michael Ungethüm und auch Vorstandsmitglied der B. Braun Melsungen AG. Ungethüm übernahm mit seiner Pensionierung von 2009 bis 2020 den Vorstandsvorsitz der B. Braun-Stiftung.

### Fort- und Weiterbildung
Die B. Braun-Stiftung unterstützt die individuelle Fort- und Weiterbildung, insbesondere von klinisch tätigen Ärzten, Pflegenden,  Pflegewissenschaftlern,  Krankenhausmanagern,  Apothekern sowie Studierenden und Auszubildenden im Gesundheitswesen. Bisher hat die Stiftung insgesamt mehr als 14.500 Stipendien vergeben.
Im Weiteren bietet die B. Braun-Stiftung eigene Leadership-Programme an – die „Expertise in Leadership“ und das „Berufsbegleitende Mentoringprogramm“ – um jungen Menschen Impulse für ihre berufliche Weiterentwicklung zur Führungspersönlichkeit zu geben.
Das Programm „Expertise in Leadership“ richtet sich an Führungskräfte und angehende Führungskräfte in Krankenhäusern aus Ärzteschaft, Pflege und Verwaltung mit Schwerpunkt Personal, Controlling oder Qualität. Die Seminarreihe befasst sich mit den komplexen Voraussetzungen des Krankenhausmanagements und qualifiziert die Teilnehmenden in Entscheidungsfindung, digitaler Transformation, Change Management, Kommunikation, Sicht des Krankenhauses als ein gemeinsames Unternehmen und Personalführung.
Das „Berufsbegleitende Mentoringprogramm“ ist auf junge,  Nachwuchsführungskräfte aus der Gesundheitswirtschaft ausgerichtet, die sich für Managementaufgaben qualifizieren wollen. Kernthemen der Seminare sind Design Thinking, Wertschöpfung im Gesundheitswesen, Nutzenbewertung und Implementierung von Innovationen, Führung und Präsentationstechniken. Zudem sind die Verbindung mit einem Mentor  und die Entwicklung eines Unternehmenskonzepts wesentliche Bestandteile des Programms. Es wird in Zusammenarbeit mit der Schweizer Careum Stiftung angeboten.

### Veranstaltungen
Die B. Braun-Stiftung unterstützt die Veranstaltung von Symposien, Kolloquien und Seminaren, die der Förderung von Bildung und Erziehung, interprofessioneller Zusammenarbeit, von Wissenschaft und Forschung, der Humanmedizin, des öffentlichen Gesundheitswesens, der Krankenhauspharmazie und der Medizintechnik dienen. Mehr als 1.000 Veranstaltungen wurden bereits seit der Gründung gefördert.
Darüber hinaus organisiert die B. Braun-Stiftung selbst Veranstaltungen. Die Fortbildung für Pflegende ist eines der größten Pflegeforen in Deutschland. Jährlich nehmen mehrere hundert beruflich Pflegende und  Pflegeschüler teil.  Experten informieren einen Tag lang über aktuelle Entwicklungen in der Gesundheits- und Pflegepolitik sowie berufsbezogene Fachthemen.
Gemeinsam mit der OptiMedis AG führt die B. Braun-Stiftung die Veranstaltungsreihe „Das Ergebnis zählt!“ durch. Sie verfolgt das Ziel, die Ergebnisorientierung im Gesundheitswesen voranzutreiben.  Vertreter aus dem Gesundheitswesen, Wissenschaft und Politik richteten den Blick bereits auf Nutzenbewertung, Patientenorientierung, ausländische Gesundheitssysteme und andere Sektoren wie Klima und Bildung.
Zusammen mit dem High-Tech Gründerfonds (HTGF), dem B. Braun Innovation Hub, Life Science Nord Netzwerk sowie Dräger bietet die B. Braun-Stiftung mit dem MedTech Pitchday eine Plattform für Start-Ups aus der Medizinbranche. Dabei erhalten sie die Chance, sich und ihre Ideen möglichen Investor*innen und Sponsor*innen zu präsentieren.

## Organisation
Die B. Braun-Stiftung ist eine rechtsfähige Stiftung des bürgerlichen Rechts. Sie untersteht der Aufsicht des Regierungspräsidiums Kassel.
Die Stiftungsorgane sind der Vorstand, das Kuratorium und die Geschäftsführung. Der Vorstand verwaltet die Stiftung. Der Vorsitzende des Vorstands ist Oliver Schnell. Stellvertretende Vorsitzende ist Yvonne Dintelmann. Weitere Vorstandsmitglieder sind Dr. Sebastian Braun-Lüdicke und Johanna Braun. Im September 2022 wurde Thilo Brinkmann zum Geschäftsführer ernannt. Das Kuratorium der B. Braun-Stiftung hat eine beratende Funktion und umfasst elf Mitglieder.

## Auszeichnungen
2024: Wissenschaftsstiftung des Jahres